# Omagh
Omagh is de hoofdplaats van het Noord-Ierse graafschap County Tyrone. De plaats telt 21.708 inwoners.
Op 15 augustus 1998 pleegde de Real Irish Republican Army een aanslag met een autobom in Omagh. Hierbij kwamen 29 mensen om het leven.

## Geboren
- Hugh Hamilton (1905-1934), autocoureur
- Benedict Kiely (1919-2007), schrijver
- Brian Friel (1929-2015), (toneel)schrijver
- Sam Neill (1947), Nieuw-Zeelands acteur
- Gerard McSorley (1950), acteur
- Linda Martin (1952), zangeres
- Vicky Ford (1967), politica

Coalisland · Dungannon · Fintona · Omagh